# قضاء الموجب
قضاء الموجب قضاء يقع في لواء القصر، محافظة الكرك في الأردن. ينتمي القضاء للواء القصر الذي يضم قضائين. يقدر عدد سكانه بـ 7860 نسمة حسب إحصاء 2015.

## الوصلات الخارجية
- دائرة الاحصاءات العامة